# Plagiolepis dichroa
Plagiolepis dichroa é uma espécie de formiga do gênero Plagiolepis, pertencente à subfamília Formicinae.